# Achillesaurus
Achillesaurus is een geslacht van theropode dinosauriërs behorend tot de groep van de Alvarezsauridae dat tijdens het Late Krijt leefde in het gebied van het huidige Argentinië.

## Vondst en naamgeving
In 1995 vond een team van het Museo Argentino de Ciencias Naturales “Bernardino Rivadavia” onder leiding van José Fernando Bonaparte bij Paso Córdova in de provincie Río Negro het skelet van een kleine theropode.
De typesoort Achillesaurus manazzonei is in 2007 benoemd en beschreven door Agustín Guillermo Martinelli en Ezequiel Ignacio Vera. De geslachtsnaam verwijst, via Achilles, naar de achilleshiel, omdat het dier in de enkel enkele eigenaardigheden bezat. De soortaanduiding eert leraar Rafael Manazzone, een amateurpaleontoloog die veel werkzaamheden in het vondstgebied heeft verricht.
Het holotype MACN-PV-RN 1116 is gevonden in de Bajo de la Carpa-formatie die dateert uit het Santonien, zo'n 85 miljoen jaar geleden.  Het fossiel bestaat uit de laatste sacrale wervel, vier staartwervels, een stuk van het darmbeen, de bovenkant van een dijbeen, de onderkant van een scheenbeen verbonden met het sprongbeen en de bovenkanten van het tweede, derde en vierde middenvoetsbeen. Hoewel beschadigd zijn de beenderen niet verweerd. Het skelet is gedeeltelijk in verband gevonden en behoort vermoedelijk aan een jongvolwassen individu.
Gregory S. Paul stelde in 2010 dat Achillesaurus niet anders was dan een volwassen exemplaar van de in dezelfde formatie voorkomende Alvarezsaurus.

## Beschrijving
Achillesaurus is een vrij grote alvarezsauride. Het darmbeen heeft een lengte van ongeveer vijftien centimeter wat wijst op een lichaamslengte van zo'n 130 centimeter en een gewicht van vijf à tien kilogram.
De beschrijvers wisten één autapomorfie vast te stellen, unieke afgeleide eigenschap. Een van de staartwervels, naar hun inschatting de vierde, is amficoel, met holle facetten voor en achter, waarbij het voorste facet 30% groter is dan het achterste. Fernando Emílio Novas wees er echter in 2009 op dat de achterkant van voornoemde wervel sterk beschadigd is. Hij achtte het onmogelijk om grootte of bolling van het achterste facet met enige zekerheid vast te stellen. De andere staartwervls zijn gewoon procoel, met alleen een hol voorvlak. Daar het taxon dan geen autapomorfieën toont, concludeerde hij dat het een nomen dubium was.
Men zou echter toch tot de geldigheid van de soort kunnen besluiten op grond van een unieke combinatie van op zich niet unieke kenmerken. Achillesaurus verschilt van Alvarezsaurus in het bezit van een zijdelingse uitholling van de voorste staartwervels; een minder sterk ontwikkeld horizontale kam boven het heupgewricht; een in zijaanzicht niet-bedekt stuk binnenwand van het achterblad van het darmbeen, deel van de groeve voor de aanhechting van de musculus caudofemoralis brevis, dat niet doorloopt tot aan de basis van het aanhangsel voor het zitbeen; en een buitenste knobbel van het onderste scheenbeen die op dezelfde hoogte ligt als de binnenste knobbel. Achillesaurus verschilt van Patagonykus en de Mononykinae in een veel minder sterk ontwikkeld horizontale kam boven het heupgewricht, en een niet-vergroeid sprongbeen en hielbeen. Van de Mononykinae alleen ten slotte verschilt Achillesaurus in een kuitbeen dat onderaan niet gereduceerd is en in een middenvoet die niet "arctometatarsaal" is; dus het derde middenvoetsbeen is bij Achillesaurus niet toegeknepen door het tweede en vierde.

## Fylogenie
Een eerste kladistische analyse plaatste Achillesaurus buiten de Mononykinae in een onduidelijke verwantschap met Alvarezsaurus en Patagonykus.